# Sylvanie Burton
Sylvanie Burton (ur. 1965 w Salibii) – dominicka polityk, prezydent Dominiki od 2 października 2023 roku.

## Życiorys
Od 2014 pełniła funkcję stałej sekretarz w kilku ministerstwach Dominiki. W 2023 wybrana na stanowisko prezydent Dominiki jako pierwsza w historii kobieta i pierwsza przedstawicielka rdzennej ludności Karaibów.